# Fam and Yam
Fam and Yam è un'opera teatrale del drammaturgo statunitense Edward Albee, debuttata a Westport nel 1960.

## Trama
Yam ("Young American Man") ha ottenuto un'intervista con Fam ("Famous American Man"), un acclamato commediografo, perché il grande scrittore risponda a domande per un articolo che sta scrivendo. Yam è molto colpito dal lusso dell'appartamento di Fam, ne ammira i mobili, la posizione, la vista, le dimensioni. Fam riporta il giovane sul seminato e lo invita a porgli le domande che si è preparato. Yam allora comincia a parlare indirettamente del teatro di Broadway, di quanto sia diventato superficiale e commerciale, di quanto gli agenti e gli impresari siano corrotti, di quando sia diventato stupido e poco ricettivo il pubblico. Fam, che beve un bicchiere di sherry dopo l'altro, è divertito dallo sfogo del giovane e non si accorge che Yam gli sta mettendo in bocca le parole. Yam all'improvviso pone fine all'incontro e Fam, ancora ridanciano, lo accompagna alla porta. Poco dopo il telefono squilla: è Yam che lo chiama per ringraziarlo dell'intervista. Solo allora Fam si accorge dell'entità del suo errore e mentre si rende conto di aver attaccato il suo pubblico e i suoi colleghi in un'intervista per un giornale di ampia diffusione, i mobili intorno a lui cominciano a crollare.